# Reynaert
Reynaert (nascido Joseph Reynaerts, Seraing, Bélgica, 24 de julho de 1955 – 5 de novembro de 2020) foi um cantautor belga, conhecido por representar o seu país, a Bélgica no Festival Eurovisão da Canção 1988.

## Início da carreira
Reynaert começou como artista de rua, aos 18 anos. Em 1982, ganhou uma competição musical na cidade belga de Spa, com a "Cerf-volant", depois lançado como single. Após a competição, lançou o "Pas assez" e em 1984, lança o seu primeiro álbum.

## Festival Eurovisão da Canção
Reynaert representou a Bélgica no Festival Eurovisão da Canção 1988, com a canção "Laissez briller le soleil", terminando a competição em 18.º lugar entre vinte participantes. Lança a canção em single, mas não alcança êxito.

## Carreira posterior e morte
Foi o diretor do Centre Culturel de Soumagne, na Bélgica. Na madrugada de 4 a 5 de novembro de 2020, o músico morreu devido à COVID-19.

## Discografia

### Singles
- 1978 - "Cerf-volant"
- 1982 - "Pas assez"
- 1988 - "Laissez briller le soleil"

## Livros
- Le nœud